# إيولاليا بورن
إيولاليا بورن (بالإنجليزية: Eulalia Bourne)‏ هي مُدرسة أمريكية، ولدت في 1895، وتوفيت في 1984.